# Sabre Wulf (jeu vidéo, 1984)
Vous lisez un « bon article » labellisé en 2024.
Pour le jeu vidéo de 2004, voir Sabre Wulf (jeu vidéo, 2004).
Sabre Wulf est un jeu vidéo d'action-aventure conçu par le développeur britannique Ultimate Play the Game pour l'ordinateur familial ZX Spectrum, sorti en 1984. Le joueur dirige le personnage casqué Sabreman à travers un labyrinthe de jungle en 2D tout en collectant des amulettes pour contourner le gardien à sa sortie. Le joueur ne reçoit pas de conseils explicites sur la façon de jouer et doit déchiffrer les objectifs du jeu par tâtonnements. Sabreman se déplace entre les 256 écrans connectés du labyrinthe en touchant la bordure où un écran se termine et un autre commence. Chaque écran est rempli d'une flore colorée, d'ennemis qui sont générés de manière aléatoire et d'objets de collection occasionnels.
Ultimate sort le jeu pour le ZX Spectrum à un prix supérieur à la moyenne afin de lutter contre le piratage. L'emballage haut de gamme de ses produits devient un standard de l'entreprise. Les développeurs terminent les suites de Sabre Wulf avant sa sortie, mais, conformément à leur penchant pour le secret, ils choisissent de les garder pour des raisons de marketing. Les suites sont rapidement publiées plus tard dans l'année. Ultimate engage des développeurs externes pour porter Sabre Wulf sur d'autres plateformes informatiques : le BBC Micro, le Commodore 64, et l'Amstrad CPC. Le jeu fait ensuite l'objet de compilations, dont la rétrospective 2015 des jeux d'Ultimate et de son successeur, Rare.
Plusieurs titres de presse spécialisée recommandent le jeu et les lecteurs du magazine Crash le nomment « Meilleur jeu de labyrinthe » de 1984. Sabre Wulf est un best-seller et un succès financier. Bien que son gameplay labyrinthique soit similaire à celui du précédent jeu d'Ultimate, les critiques préfèrent Sabre Wulf. Ils soulignent également son gameplay difficile et louent ses graphismes. Les journalistes spécialisés en jeu vidéo se souviennent de Sabre Wulf comme l'une des meilleures sorties de l'ordinateur Spectrum et comme étant à l'origine de la série Sabreman.

## Système de jeu
Dans Sabre Wulf, le joueur guide l'aventurier casqué Sabreman à travers un labyrinthe en deux dimensions. Le joueur doit reconstituer une amulette à partir de ses quatre morceaux dispersés dans le labyrinthe pour contourner le gardien à sa sortie,, une grotte qui mène à la suite du jeu, Underwurlde. Le labyrinthe est présenté sur des écrans de flip-screen de telle sorte que le joueur ne voit qu'une tuile statique de la grille du labyrinthe à la fois. Par exemple, lorsque Sabreman atteint le bord gauche d'un écran, il continue le labyrinthe au bord droit de l'écran suivant.
Le jeu s'ouvre sur une musique composée par Johann Sebastian Bach. Son labyrinthe carrelé contient 256 écrans, et est dessiné selon une grille de 16 par 16. Les chemins du labyrinthe sont bordés par une flore tropicale, peuplée d'ennemis hostiles et, à sa périphérie, entourée de montagnes. Outre la jungle, le labyrinthe du jeu comprend également plusieurs lacs. Le joueur balance le sabre de Sabreman en appuyant sur le bouton de tir du joystick pour vaincre les ennemis qui sont générés dans des endroits aléatoires de l'écran. Lorsque le joueur reste trop longtemps inactif dans le même écran, un feu de brousse indestructible apparaît pour poursuivre Sabreman,. Parmi les ennemis, on trouve des araignées, des scorpions, des serpents, des chauves-souris, des autochtones, des hippopotames endormis et un loup rapide (le fameux Sabre Wulf). Certains ennemis sont tués, d'autres fuient lorsqu'ils sont touchés par le sabre, tandis que le loup, le gardien des grottes et les feux de brousse sont invulnérables.
Le joueur ne reçoit aucune indication explicite sur la façon de jouer et doit déchiffrer les objectifs du jeu par essais et erreurs. Les décors de Sabre Wulf remplissent l'écran avec une interface utilisateur minimaliste composée du score actuel du jeu, du nombre de vies restantes et d'un compteur pour le classement sur la ligne supérieure. L'une des principales caractéristiques de Sabre Wulf sont les orchidées de différentes couleurs qui, lorsqu'elles sont mangées, ont d'étranges effets temporaires sur vos capacités. L'orchidée bleue confère au joueur une vitesse accrue et le rend invulnérable. La rouge ralentit légèrement le joueur, tout en le rendant invulnérable. La violette inverse les commandes du joueur ("haut" devient "bas", etc.) et le rend invulnérable. La jaune étourdit et blesse le joueur. Enfin, la blanche annule les effets des autres orchidées, et elle est sans incidence si le joueur n'était pas sous le coup d'une altération d'état. Sabreman peut également collecter des trésors et des vies supplémentaires dispersés dans le labyrinthe. Les versions Spectrum et Commodore 64 comprennent un mode deux joueurs dans lequel les joueurs contrôlent à tour de rôle leur propre Sabreman.

## Développement et portages

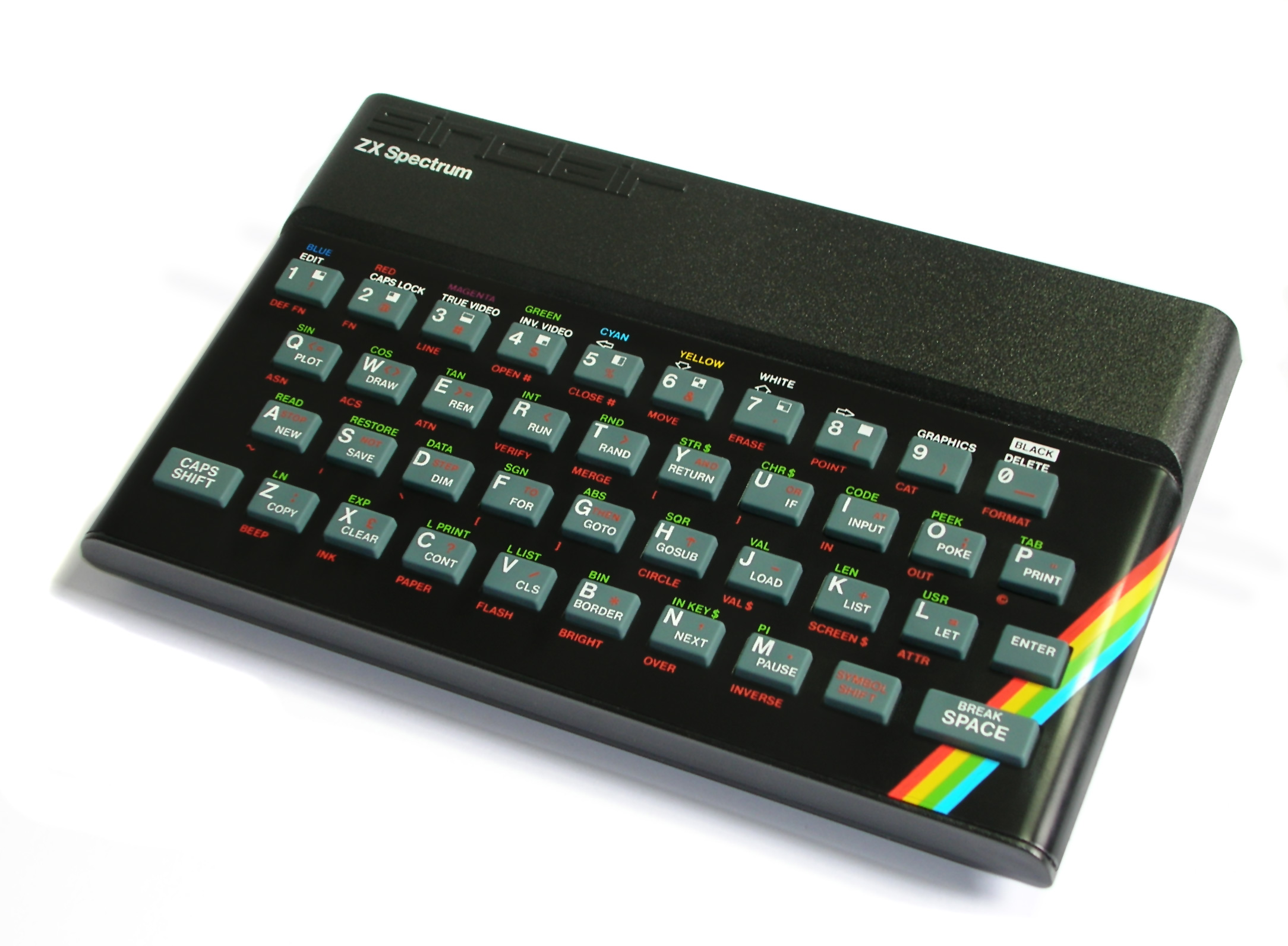
ZX Spectrum

Le développeur de Sabre Wulf, Ultimate Play the Game, est connu pour sa discrétion : l'entreprise donne rarement des interviews et ne s'étend pas sur ses pratiques internes ou sur les jeux à venir,. On sait peu de choses sur son processus de développement, si ce n'est qu'elle utilise des ordinateurs Sage IV, préférant développer pour le microprocesseur Z80 du ZX Spectrum, et externalisant souvent le développement pour d'autres plateformes, comme celles qui utilisent des microprocesseurs 6502. Après la sortie d'Atic Atac à la fin 1983, Ultimate cesse de communiquer jusqu'à ce qu'elle diffuse du teasing pour Sabre Wulf en avril 1984. La société dépeint rarement le gameplay réel du jeu dans ses publicités. À la sortie de Sabre Wulf, l'entreprise développe déjà Knight Lore, le troisième jeu de la série Sabreman, en prévision de l'introduction du personnage dans Sabre Wulf ; elle en reporte la publication pendant environ un an car elle estime que, dans le cas inverse, Sabre Wulf se vendrait moins bien une fois que les joueurs auraient vu les avancées graphiques du premier. Knight Lore devient par la suite un titre de référence dans l'histoire du jeu britannique et un jeu emblématique des années 1980 pour sa popularisation du jeu de plateformes en vue isométrique.
Ultimate sort Sabre Wulf pour le ZX Spectrum en 1984 puis ultérieurement, les autres titres de Sabreman. Avec un prix de vente au détail de 9,95 £, le studio double presque son prix habituel dans ce qu'il considère comme une « mesure audacieuse » pour lutter contre le piratage. Il s'attend à ce que les propriétaires légitimes soient moins enclins à laisser leurs amis copier des jeux plus onéreux. Ultimate voit les prix de ses concurrents augmenter lentement et estime que le prix est juste pour le temps de développement. Le jeu est vendu dans une grande boîte en carton de haute qualité avec un mode d'emploi sur papier glacé, deux améliorations par rapport à l'emballage typique des jeux vidéo ; en outre, il ne montre aucune capture d'écran de l'univers du jeu et est avare en informations. Il devient l'emballage standard d'Ultimate pour les nouveaux jeux. Les jeux d'Ultimate n'affichent pas non plus de crédits internes.
La société engage des développeurs externes pour réaliser les portages de Sabre Wulf pour d'autres ordinateurs. Paul Proctor convertit le programme pour l'adapter au BBC Micro, et en 1985, Greg Duddle convertit le programme pour l'adapter au Commodore 64, qui est autorisé par Firebird. Sabre Wulf apparaît ensuite dans la compilation de 1985 They Sold a Million, regroupant des jeux Spectrum qui totalisent ensemble un million d'unités écoulées,. Lorsque la compilation est publiée pour l'Amstrad CPC, Sabre Wulf est converti pour la plateforme, avant d'être publié en édition indépendante. Sabre Wulf apparaît également aux côtés d'Underwurlde, sa suite, dans un pack, et dans la compilation Xbox One d'août 2015 qui comprend 30 titres Ultimate et Rare, Rare Replay.
Il existe une conversion non officielle pour l'ordinateur TI99/4A datant de 2014.

## Accueil
Les critiques apprécient les graphismes du jeu et trouvent son gameplay similaire à celui du précédent jeu d'Ultimate, Atic Atac, notamment dans sa séquence d'ouverture et son format labyrinthe, mais préfèrent Sabre Wulf. La presse spécialisée souligne également la difficulté du jeu et son prix supérieur à la moyenne. Sabre Wulf est recommandé dans Crash (juillet 1984), Personal Computer Games (août 1984), et Popular Computing Weekly (juin 1984). Le jeu est désigné comme étant le « Meilleur jeu de labyrinthe » lors des Crash Readers Awards de 1984. La nouvelle stratégie tarifaire d'Ultimate est un succès et Sabre Wulf est en tête du classement des ventes dans le format des jeux vidéo. Alors que Retro Gamer indique que Sabre Wulf bat les records de vente de la société, Computer and Video Games (CVG) affirme que la sortie du jeu est moins performante que les précédents, avec seulement 30 000 exemplaires vendus en décembre 1984. Eurogamer indique ensuite que 350 000 unités sont vendues en tout.
Crash confirme les rumeurs selon lesquelles le jeu est similaire à Atic Atac, mais déclare que Sabre Wulf est le meilleur et prédit qu'ils auront une postérité similaire. Le magazine écrit que l'impossibilité d'afficher l'inventaire des items de Sabreman au cours du jeu ou son endurance, ajoute du mystère au jeu, et qu'Ultimate est particulièrement habile à ne pas donner d'indices mais laisse suffisamment de traces à travers la conception du jeu. Personal Computer Games trouve une de ces astuces : les ennemis autochtones émettent un son lorsqu'ils sont alignés avec un morceau d'amulette. Dans une expérience similaire, Popular Computing Weekly apprend progressivement à utiliser plutôt qu'à éviter les orchidées. CVG qualifie les instructions du jeu d'« énigmatiques ». Crash indique par la suite que les comparaisons avec Atic Atac lors de son lancement sont injustes, tout comme le fait de qualifier d'identiques deux fictions interactives.
Les critiques font l'éloge des graphismes et des animations colorés et détaillés,. De l'avis des journalistes de CVG, Sabre Wulf s'inscrit dans la dynamique positive d'Ultimate établie avec Jetpac et d'Atic Atac, et a les meilleurs graphismes de tous les jeux ZX Spectrum, avec des détails graphiques qui surpassent ce que les journalistes considéraient jusque là comme étant les limites de l'ordinateur. Sinclair User apprécie particulièrement la façon dont les hippopotames ennemis forcent le joueur à varier son style de jeu hack-and-slash. Un critique de Crash qualifie le jeu de « chef-d'œuvre du logiciel ». En 1984, le magazine reçoit plus de courrier faisant l'éloge de Sabre Wulf que de tout autre jeu et, un an plus tard, il répète que Sabre Wulf figure parmi les meilleurs jeux disponibles pour le Spectrum, ajoutant que le jeu ne semble pas archaïque. La revue CVG pour le Commodore 64, deux ans après la sortie initiale, approuve le portage et déclare que le jeu reste un classique.
Les critiques se plaignent du prix élevé du jeu, qui est presque le double de la moyenne,. Crash se demande si le coût pourrait entraîner une augmentation du piratage. Les critiques relèvent également un bug dans le mode deux joueurs, la répétition d'écrans provenant d'autres endroits du labyrinthe, et la fenêtre frustrante et étroite dans laquelle les coups de sabre sont enregistrés comme des coups ennemis. CVG recommande de dessiner une carte du labyrinthe, sans laquelle il est facile de se perdre. Bien que Sabre Wulf ait quelques problèmes de scintillement, Sinclair User déclare que le jeu satisfait tout à fait aux critères de qualité élevés d'Ultimate.
Un avis rétrospectif de Retro Gamer réduit Sabre Wulf à un « labyrinthe interactif » rempli de couleurs avec un gameplay de type hack-and-slash. Le magazine compare le choix des couleurs et le réglage du jeu à ce qu'il considère comme le meilleur jeu d'arcade d'Ultimate, Dingo (1983), et regrette l'incapacité de Sabreman à frapper ses ennemis au-dessus ou en dessous de lui. Peter Parrish, d'Eurogamer, estime également que la détection de collision dans le jeu est imprécise. Dans The Routledge Companion to Video Game Studies, Simon Niedenthal utilise Sabre Wulf comme exemple de jeux qui maximisent la palette de couleurs limitée des ordinateurs 8 bits. Il décrit ses couleurs comme « brillantes comme du vitrail, et les effets de pureté des couleurs sont renforcés par le contraste avec le fond noir ».

## Postérité
Les joueurs et les journalistes considèrent que le jeu figure parmi les meilleurs sur Spectrum,,. Sabre Wulf a été le premier des quatre titres de la série Sabreman pour le ZX Spectrum. Retro Gamer attribue au nom et aux traits de caractère du personnage le mérite d'être restés dans les mémoires. En tant qu'humain ordinaire avec un chapeau et un nez exagéré, Sabreman correspondait à l'archétype du personnage de l'ère des jeux vidéo 8-bits. Le dernier jeu inédit de la série Sabreman sur Spectrum, Mire Mare, devait adopter un gameplay similaire à celui de Sabre Wulf.
Rare, le successeur d'Ultimate, sort en 2004 un jeu de plateformes à défilement horizontal homonyme, Sabre Wulf, pour la console portable Game Boy Advance ; Sabreman y fait appel à des animaux de la jungle pour résoudre les énigmes de Sabre Wulf. Ce jeu n'est pas bien accueilli par les fans.
Des éléments du Sabre Wulf original apparaissent également dans d'autres jeux, notamment dans Jet Force Gemini de Rare. Retro Gamer considère l'apparition récurrente de Sabreman comme une preuve de l'intérêt de Rare pour le personnage et la série.

## Série
- 1984 - Sabre Wulf
- 1984 - Underwurlde
- 1984 - Knight Lore
- 1986 - Pentagram
- Mire Mare (jamais commercialisé)

## Portages
- 1984 : Commodore 64[40].
- 198? : BBC Micro[41].
- 1985 : Amstrad CPC[42].